# Liudmila Kukanova
Liudmila Sergueyevna Kukanova (nacida el 2 de julio de 1939 en Moscú) es una exjugadora de baloncesto rusa. Consiguió 7 medallas en competiciones oficiales con URSS.